# نظرية الظلال
نظرية الظلال هي فرع من فروع الهندسة الوصفية، تستخدم في تمثيل ظلال الأجسام بالنسبة لمصدر ضوء لاتهائي (الشمس) أو نهائي (شمعة). ظل جسم K على سطح J هي منطقة محددة ومغلقة وناتجة من تقاطع أشعة الضوء المتماسة للجسم K والسطح J.

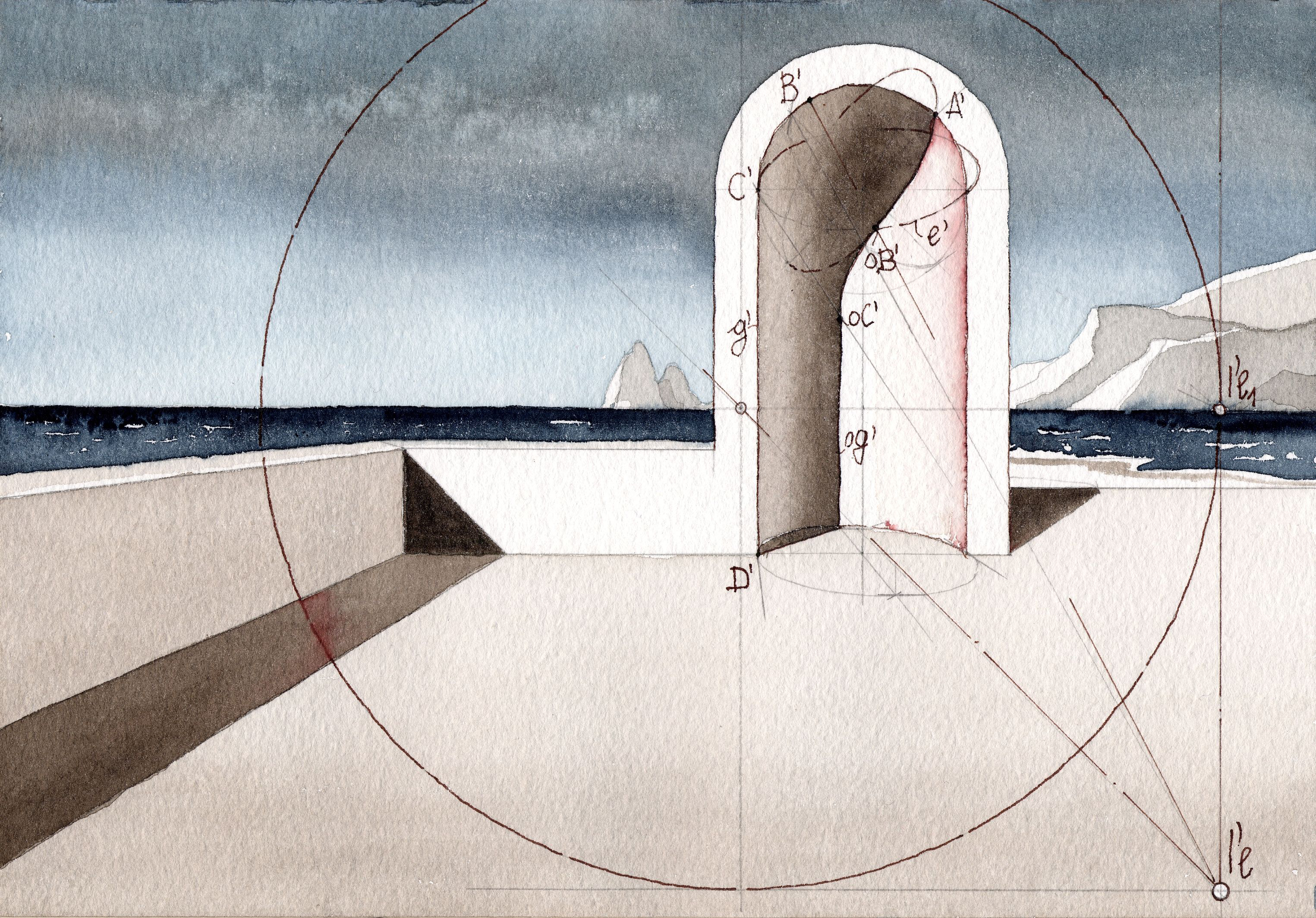
ظلال محراب كروي

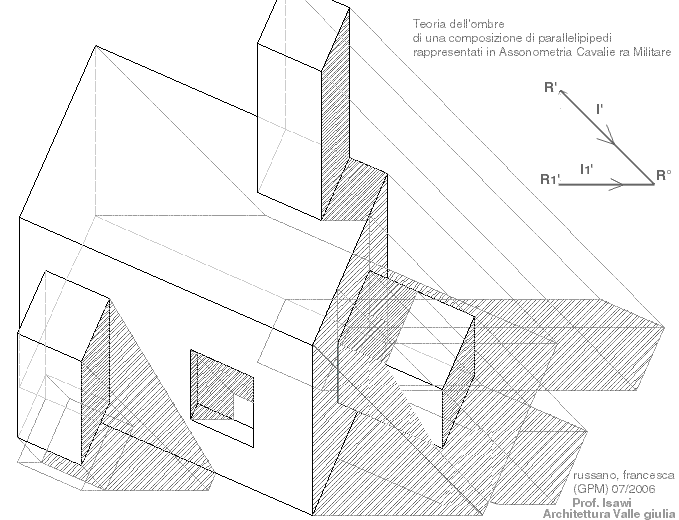
نظرية الظلال في الاكسنومتري الكافاليرا الافقية

"تعتبر نظرية الظلال إحدى المواضيع الأكثر شمولية للمفاهيم الأساسية للهندسة الوصفية والتي يمكن ملاحظتها كظاهرة طبيعية. ويمكن اعتبارها كملخص عام لمعظم مفاهيم الهندسة الوصفية، كأساليب الإسقاط (منظور، أكسنومتري)؛ مسائل التقابل المنظوري والأفيني (Bijection)، ومسائل التقاطع بين الكيانات الهندسية الأساسية (خط مستوى)، بين شكل مستويوظله، مقاطع مخروطية كظل خط على سطح مخروطي، منحنيات تربيعية كظل قطع مخروطي على سطح دوراني. . شكل4/2 : تسميات الظلال: ظل ذاتي، ظل ساقط، خط فاصل الظل، كفاف الظل الساقط.
يمكن تعريف نظرية الظلال بالدراسة التي تسمح، عندما يثبت مصدر ضوء، بإنشاء، من خلال سلسلة من الإنشاءات الهندسية، الظل الذاتي (Shade) والساقط (Shadow) لشكل ما 
تم التأكيد ان الهندسة الوصفية يجب أن تؤخذ في الاعتبار من وجهتين نظر. الأولى باعتبارها وسيلة للوصول إلى تحديد بدقة النتائج المرجوة، وهذه هي الطريقة التي كانت تستخدم في قطع الحجارة والنجارة. من جهة ثانية، فهي وسيلة إظهار للكيانات الهندسية. في هذه الحالة تحديد الظلال هي ميزة مساعدة.

## تاريخ
الدراسات الأولى عن الإنشاءات الهندسية للظلال في الاظهار ألمنظوري تعود إلى 1600 وبالخصوص إلى كتب كويدوبالدو ديل مونتي عن الاظهار المنظوري (Perspectivae Libri VI)ء، 1600 بيزا.
على وجه الخصوص، بالنسبة إلى الإنشاءات الهندسية للظلال في الإسقاطات المتعامدة، من المناسب الإشارة إلى دروس all'Ecoles Normales ل غاسبر مونج (القرنين الثامن عشر والتاسع عشر). تحديد الأشكال في الفراغ وطرق اطهارها هي مهمة الهندسة الوصفية التي هدفها حدد من قبل غاسبر مونج منذ البداية. من ضمن الرسومات التي نفذها مونج (Monge) كان هناك أيضا جزء يتعلق بنظرية الظلال. على بينة ان الرسوم ليس لها معنى عندما تفتقر إلى تأثيرات الظلال.
. ومن الواضح ان الرسم مهما كان دقيق ولكنة يفتقر للظلال، يبدو غامض وغير محدد.
الاطروحات في مجال الهندسة الوصفية بعد مونج، تضمنت العديد من الدراسات التي كرست حيزا واسعا لموضوع الظلال، مثل، دراسات فاليه (1821- Vallee)
، هاشيت (1828Hachette)
،
بيليت (1885 Pillet)
.
تم الانتهاء من عملية الترميز في اطروحة المنظور الخطي (Traite’ de la Perspective Lineaire) من عمل لا گورنير (La Gourneire -1862)
وقد نشرت في نظرية الظلال الكياروسكورو دراسات مثيرة للاهتمام في إيطاليا من قبل تساري (Tessari 1880)

دراسات الظلال الكياروسكورو

، وبونتشي (Bonci 1937)
.

## الظل في الاظهار الهندسي
الظلال في التمثيل الهندسي يطبق لإعطاء ادراك بعمق الفراغ، أي لخلق وهمية البعد الثالث على سطح الرسم، وأيضاً لإعطاء صورة صحيحة عن موضع الجسم في الفراغ. ولهذا فعملية التظليل تتطلب معرفة دقيقة بقواعد الهندسة الوصفية، لتكوين الفراغ المعماري.
الظل الناتج من جسم K هو عملية إسقاط للجسم K من مركز إسقاط C متطابق مع مصدر الضوء. الذي يمكن أن يكون نقطة نهائية كمصباح كهربائي (أو شمعة), أو نقطة لانهائية كالشمس.
بما ان الظلال تنتج من عملية إسقاط، ففي الحالة التي يكون فيها مصدر الضوء C نقطة نهائية، تلك العملية تعتبر اسقاط مركزي، والا فهي اسقاط متوازي، أي عندما يكون C نقطة لانهائية.

## الظلال في الفن
تمثيل الظلال في الفن منذ نشأته، سمح بزيادة الشعور بالواقعية وبالعمق في الرسومات. ويمكن أن يعزى أول استخدام للظلال في تاريخ الرسم إلى مازاتشو (Masaccio)، حيث الاشكال تبدو أحجام حقيقية.

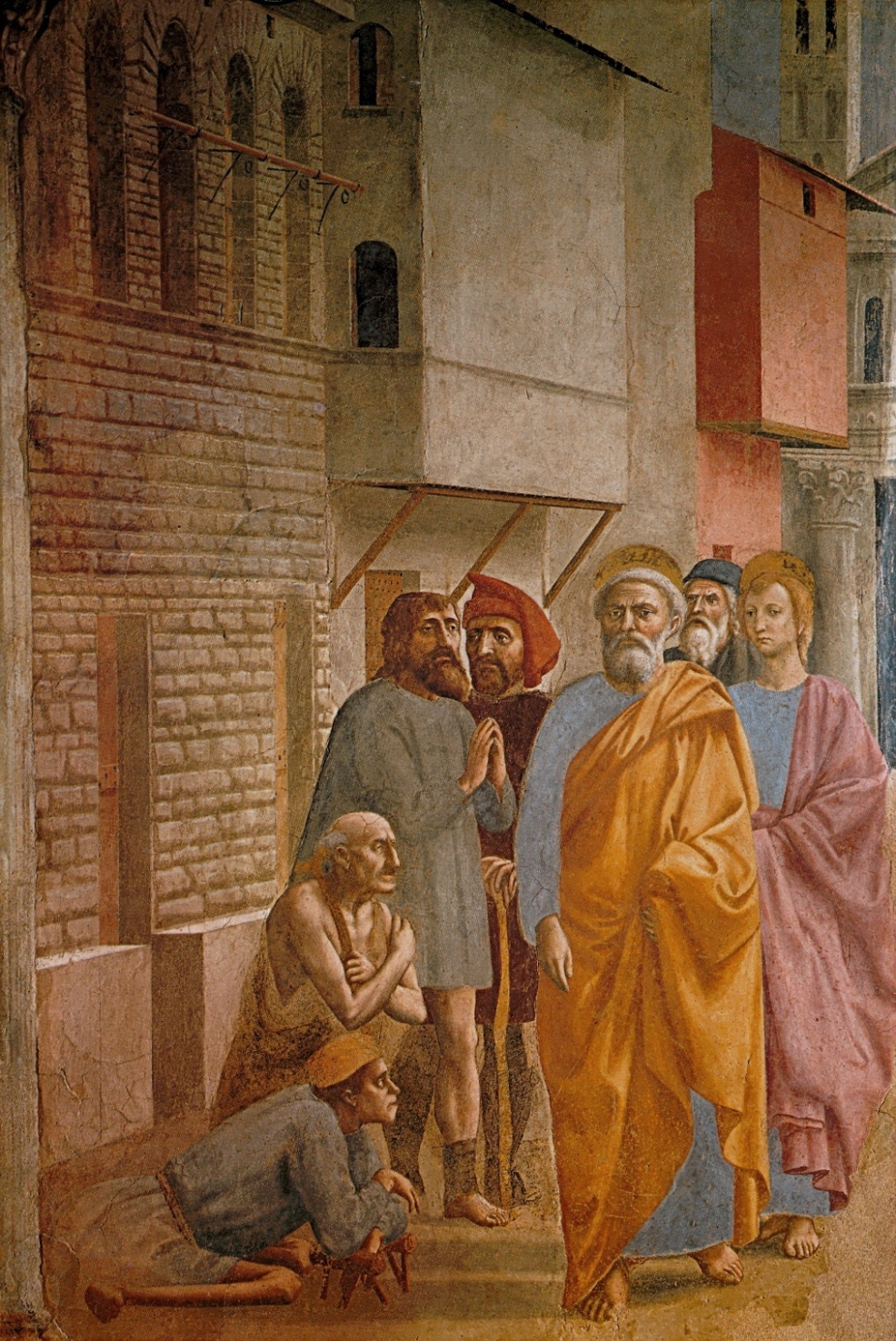
القديس-بطرس-يشفي-المرضى-بظله, وهي عنوان لوحة للفنان مازاتشو -1426-1427

## أنواع الظلال
وفقاً للسطح (أو السطوح) الذي يستقبل الظل بالنسبة للجسم الماخوذ في الاعتبار، هناك ثلاثة تسميات للظلال، وهي:
- ظل ذاتي (بالإيطالية:ombra propria): هذا هو الجزء من K الغير معرض للضوء.
- ظل ساقط (بالإيطالية:ombra portata): هو إسقاط لحدود الظل الذاتي على الأسطح المجاورة.
- ظل ساقط ذاتي (بالإيطالية:ombra autoportata): هو إسقاط لحدود الظل الذاتي على سطح نفس الجسم K.
- شبه ظل (penumbra), حالة وسيطة بين الظل والضوء، أي انتقال تدريجي من منطقة الضوء إلى منطقة الظل

## خلفية علمية
في الفقرات التالية، هناك خلفية علمية (إسقاطية) أتاحت للهندسة الوصفية رسم الظلال في طرق الاظهار المختلفة (منظور، اكسنومتري، مونج). أي الإنشاءات الهندسية التي تأخذ في الاعتبار الاحتياجات الحقيقية عند ممارسة الرسم.
بالإضافة إلى المواضيع المتعلقة بإجراءات الرسم التقليدي، يتناول هذا النص التطورات الراهنة لنفس الموضوع. الذي مع ظهور أدوات الرسم الرقمي، لا يستخدم تلك الاجراءات في عدة إسقاطات فردية، ولكن من خلال عمليات إسقاط تلقائية لاي أي شكل من الأشكال على أي سطح. هذة العمليات تنفذ على نموذج افتراضي من واحد أو أكثر من مصادر الضوء، التي من الممكن انشائها في العديد من برامج الكمبيوتر المختصة.
وبالإضافة إلى ذلك، في الحاسوب، أثر التصيير (Rendering)  يسمح بدراسة مفصلة للمواد وكيف تتصرف عند التعرض للضوء وتشكيل الظل.
وبالتالي على ما يبدو مواجهة هذة الإجراءات الرسومية غير ضرورية، ولكنها تسمح للمصمم إدارة واعية للظلال المتولدة تلقائياً، والتحكم بمنطق البرنامج المستخدم، وإلا فهو غير قادر على التدخل لاجتياز العقبات التي، كما هو معروف، تظهرها كل الادوات. هذه العقبات تؤدي إلى اعتماد الخيارات والحلول الوسط للوصول، في الحالات المختلفة، إلى تحقيق نتائج مفروضة: لهذا يجب معرفة المفهوم وتطبيقاته من أجل اتخاذ قرار الحل المناسب لكل حالة.
وعلاوة على ذلك، الظلال تثري رسم السكتشات السريعة لإعطاء الفكرة الأولية لمشروع ما. والتي بعد ذلك ستحدد بدقة من خلال النمذجة الرقمية. كما في هذه الحالة، للحصول على رسومات واقعية، هناك الحاجة إلى معرفة كيفية تحديد ظل الأشكال والتكوينات المكانية الأكثر شيوعا.
غالبا الظلال تسمح باستكمال المعلومات ثلاثية الأبعاد لشكل ما، لأنها تعتبر رؤيا من مركز إسقاط أخر، أي أن هناك إسقاطين لنفس الشكل: مركز الإسقاط الأول يتطابق مع مركز النظر والاخر مع مصدر الضوء. في كلتا الحالتين، من الضروري معرفة مفاهيم «عمليات الاسقاط والتقاطع» (operazioni di proiezioni e sezioni) لضمان تحقيق النتائج المرجوة. أو السماح لأفضل قراءة لنتائج الرسم واستبعاد غير مفهومة ومتناقضة أحيانا وغير ملائمة في كثير من الأحيان من من وجهة نظر جمالية.
تطبيقات الظلال في الاظهار تسمح بإنشاء الرسم التقني مثل الخطة الحجمية (Volumetric plan) حيث تراكب الظل والخطة يعطي المعلومات المفقودة، ألا وهي ارتفاعات الاشكال الممثلة. ويمكن استخدام الظلال لزيادة تاثير وهمية البعد الثالث في الخطة والعلو، والاكسنومتري والمنظور. والتي يمكن الحصول عليها بواسطة الرسم التقليدي أو الرقمي.

### الأسس الاسقاطية

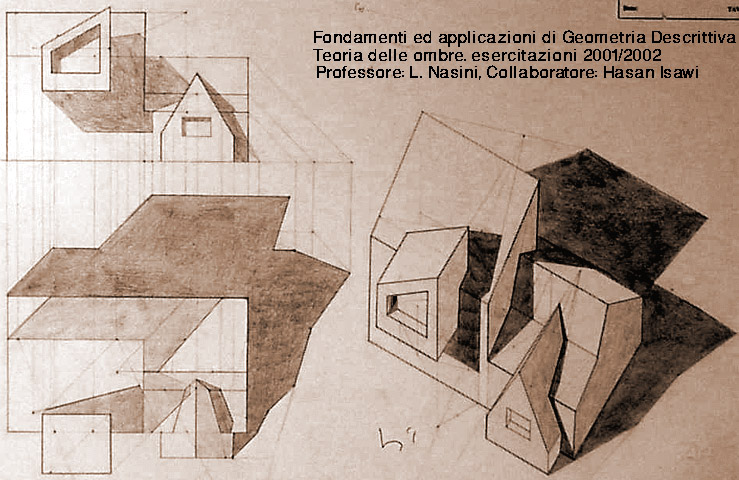
نظرية الظل وتطبيقاتها في أساليب الاظهار: اسقاطات مونج والاكسنومتري الكافاليرا الافقية

العناصر المرجعية هي مصدر الضوء الذي تتفرع منة أشعة الضوء (والتي للتبسيط تعتبر خطوط مستقيمة)، الشكل الذي يستقبل الضوء والمستوى حيث يقع الظل. كفاف الظل لشكل ما، يعرف كمحموعة من نقط تقاطع أشعة الضوء الماسة ذلك الشكل مع المستوى المتلقي للظل.
لرسم الظلال ضروري تحديد «الخط فاصل الظل» الذي يشير إلى الخط الذي يفصل بين منطقة الظل ومنطقة الضوء لمجسم ما. إسقاط الخط فاصل الظل على سطح، يحدد كفاف «الظل الساقط» على نفس السطح. يمكن اعتبار الخط فاصل الظل كالكفاف الظاهر بالنسبة لمركز نظر متطابق مع مصدر الضوء. الذي يمكن ان يكون نقطة لانهائية مثل الشمس، وفي هذه الحالة أشعة الضوء تكون موازية لبعضها البعض، أو انها تتقارب، عندما يكون مصدر الضوء نقطة نهائية مثل المصباح.
ومن الممكن تمييز «الظل الذاتي الساقط» بظل الكيان الذي يقع على سطح نفس الكيان.

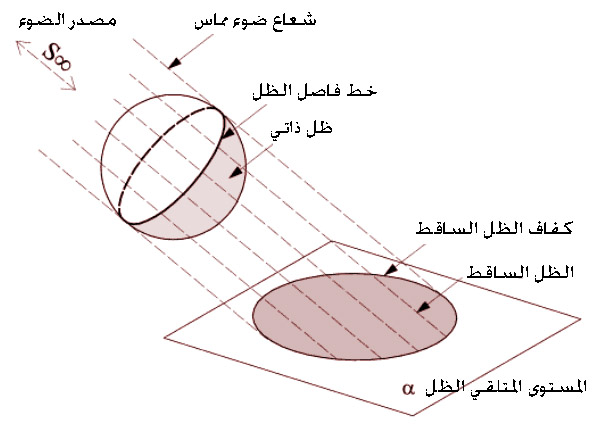
ظل ذاتي, ظل ساقط, خط فاصل الظل, كفاف الظل الساقط

يمكن ملاحظة أنه لا توجد مناطق في الظل تماما أو في الضوء تماما، ولكن هناك تدرجات من الضوء إلى الظل. قانون جيب التمام أو قانون لامبرت يحدد العلاقة بين كثافة الضوء لسطح ما والزاوية بين الأشعة الضوئية مع الخطوط العمودية على نفس السطح. يمكن ايجاد تطبيقات لهذا القانون في اظهار مستويات مختلفة الميلان بالنسبة لمصدر ضوء، أو في تدريج كثافة الضوء على سطح منحني.
في الواقع، كثيرا ما يحدث أن كيان يتلقى الضوء من مصادر مختلفة. وهذا يعني أن هناك مناطق من الكيان تتلقى ضوء من كل المصادر، والبعض من مصدر واحد والبعض الآخر لا يتلقى أي ضوء. في هذه الحالة يمكن ملاحظة الكرة مضائة من مصدر واحد (شكل)، ثم الكرة نفسها تظهر آثار الإضاءة المجموعة (الشكل) من مصدرين ضوء مختلفين S1 و

#### الظل والهندسة الاسقاطية
قبل مواجهة بعض الإجراءات لتحديد الظل في الطريقة التقليدية (أو من خلال الرسم ثنائي الأبعاد *)، فانة مثير للاهتمام، دون اعتبار اداة الرسم المستخدمة، معرفة ان تكوين الظل يكمن في العلاقة التي تنشأ بين الشكل في الفراغ ومسقطة على مستوى ما. حيث مصدر الضوء في هذه الحالة يتطابق مع مركز الإسقاط.

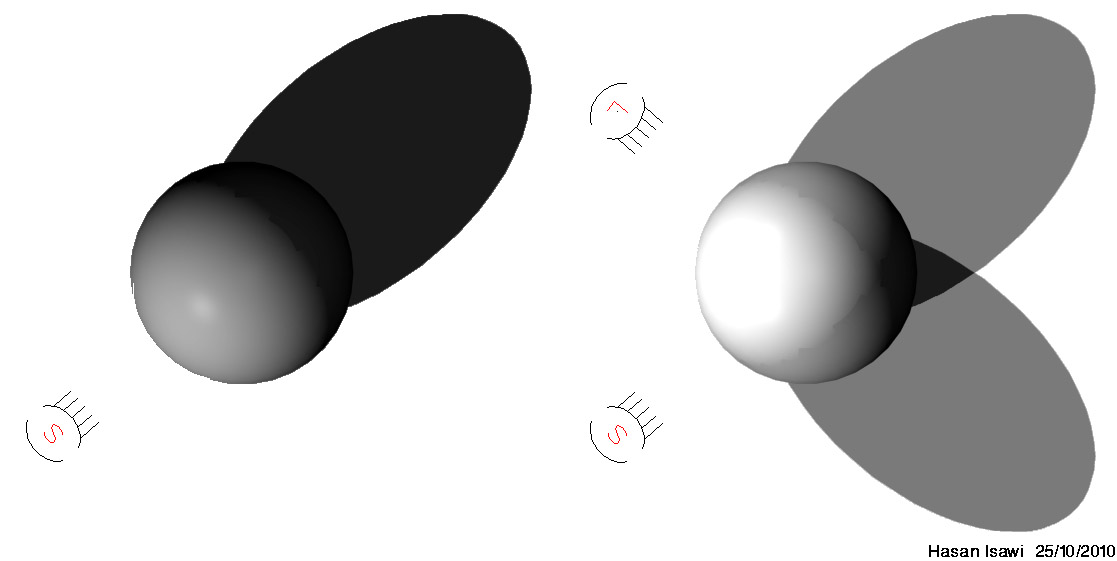
كيان يتلقى ضوء من من مصدر ضوء واحد أو من مصدرين مختلفين

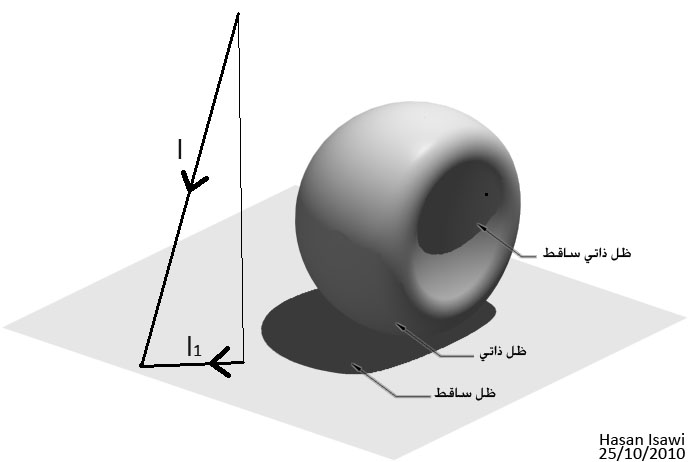
ظل ذاتي, ظل ساقط ذاتي, ظل ساقط

لذلك في الفقرات التالية سوف نتعامل مع تشكيل الظل دون الاخذ في الاعتبار طريقة تمثيلها في أساليب الاظهار المختلفة (مونج، اكسنومتري، منظور) والتي ستناقش لاحقاً.
تحديد كفاف ظل لشكل ما يعتمد على نفس المبدأ الإسقاطي الذي هو أساس أساليب الاظهار المختلفة. مثلاً الإسقاط P' لنقطة P، على مستوى π، من مركز S، يُحدد بواسطة عمليات الإسقاط والتقاطع. أي، الإسقاط في عملية إيصال النقطتين P و S ؛ والتقاطع في ايجاد نقطة التقاطع P' بين الخط P - S والمستوى π.
إذا استبدلنا مركز الإسقاط C بمصدر الضوء S, والظل P* بالإسقاط P' يمكننا ملاحظة أن عملية تحديد الظل مطابقة لعملية الإسقاط.
والإشارة إلى التشابه بين الظل والإسقاط، فيمكن اعتبار الظل الناتج عن مصدر طبيعي (والذي يفترض أنة يقع في اللانهاية) إسقاط متوازي (أو اسطواني), مثل طريقة مونج، الاكسنومتري والمنظور، في حين ان الظل الناتج عن مصدر ضوء اصطناعي يمكن اعتباره إسقاط مركزي (أو مخروطي), مثل الإسقاط المنظوري.
هذا التمييز مفيد لاعتماد نظام الإسقاط المناسب في تتبع كفاف الظل الساقط. والتي يمكن اعتبارها في أساليب الإظهار المختلفة كعملية إسقاط في الإسقاط.
عند التحقق من وجود علاقة إسقاطية بين العناصر المتورطة في إيجاد الظل، يمكن تحديد العلاقة بين الكائن وظله. العلاقة بين شكل مسطح ∆ وظلة ∆* تعتبر تقابل تألفي (أو افّيني) عندما يكون مصدر الضوء نقطة لانهائية، حيث محور التقابل هو خط التقاطع بين مستوى الشكل ∆ والمستوى الذي يتلقى الظل، ومركز التقابل هو مصدر الضوء نفسه. بينما إذا كان المصدر نقط نهائية، لا تتغير عناصر التقابل التي هي المحور u والمركز U, ولكن التناظر يسمى تقابل منظوري. بمجرد الانتهاء من تحديد متطلبات التقابل: المركز U والمحور u ونقطتين متقابلتين (أو خطين متناظرين)، يمكن المضي قدما لتحديد نقاط ظل أخرى من خلال استغلال خاصية التقابل، التي تكمن في اصطفاف النقاط المتناظرة مع المركز U وفي تقابل الخطوط المتقابلة على طول المحور u. على سبيل المثال، بمجرد إيجاد نقطتين متقابلتين مثل A* و A (الشكل --)، يمكن تحديد الظل B*: (للنقطة B) بتوصيل النقطتين A و B بواسطة الخط r، الذي يلتقي المحور u في النقطة t'α. والتي بتوصيلها A* نجد الخط r* (ظل الخط r)، الذي يتقاطع في النقطة B* (نقطة الظل المطلوبة) مع شعاع الضوء المار بالنقطة B.

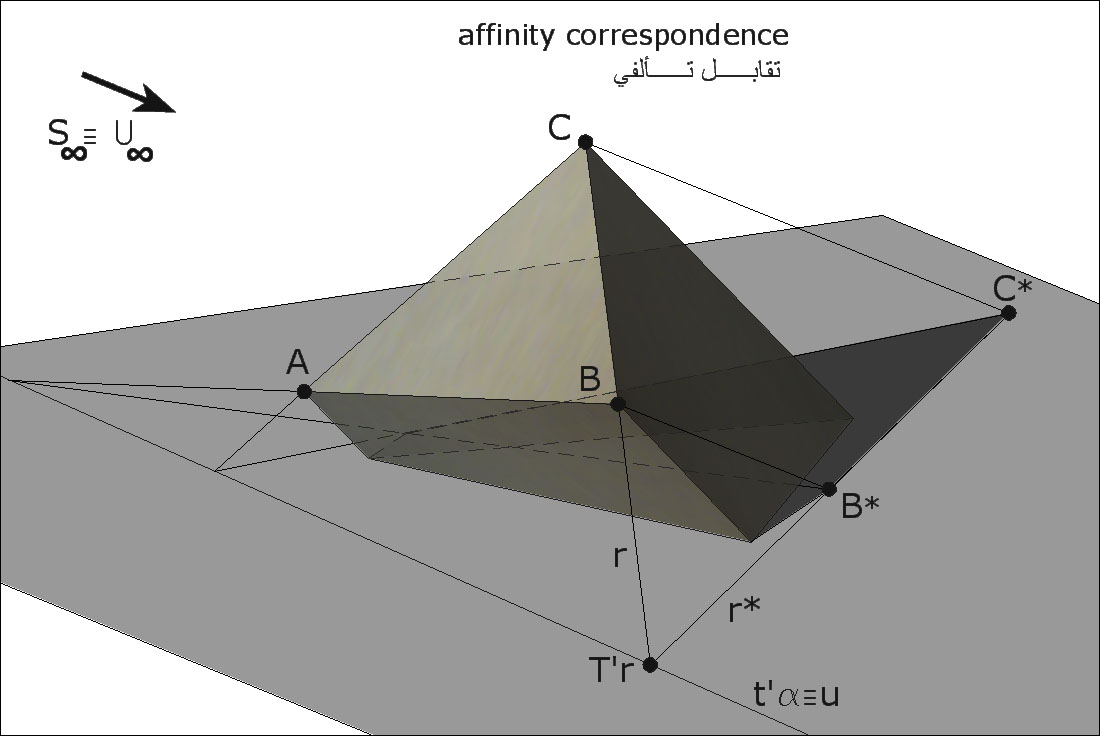
تقابل تألفي بين شكل وظلة

#### الظل كعملية تقاطع بين كيانات هندسية
يمكن تفسير الظل كعملية تقاطع بين كيان ضوئي مع كيان متلقي للظل. الكيان الضوئي يمكن ان يكون خط في الحالة التي يراد فيها إيجاد ظل نقطة، ويمكن ان يكون سطح مستوي أو منحني عندما يراد إيجاد ظل خط مستقيم أو منحني.
ويمكن صياغة هذه الحالات كالنحو التالي:
- ظل نقطة P على سطح ∆ يمكن تحديده كنقطة تقاطع بين الشعاع الضوئي المار بالنقطة P مع السطح المتلقي الظل ∆
- ظل خط مستقيم r على سطح ∆ يعادل تقاطع بين مستوى ضوئي مار بالخط r والسطح ∆.
- ظل مضلع θ على سطح ∆, يعادل تقاطع بين منشور ضوئي والسطح ∆. حواف المنشور تتكون من أشعة الضوء وقاعدته تتطابق مع نفس المضلع θ.
- ظل خط منحنى κ على سطح مستو α، يتوافق مع تقاطع بين اسطوانه ضوئية والسطح α. سطح الاسطوانه تتكون من أشعة الضوء وقاعدته تتطابق مع نفس المنحنى κ.

##### أمثلة
في الفقرات التالية هناك أمثلة لبعض حالات التقاطع بين كيان ضوئي وكيان متلقي للظل.

##### ظل نقطة P على سطح مستوي (أو منحني)
مثال 1: ظل نقطة على مستوى عام

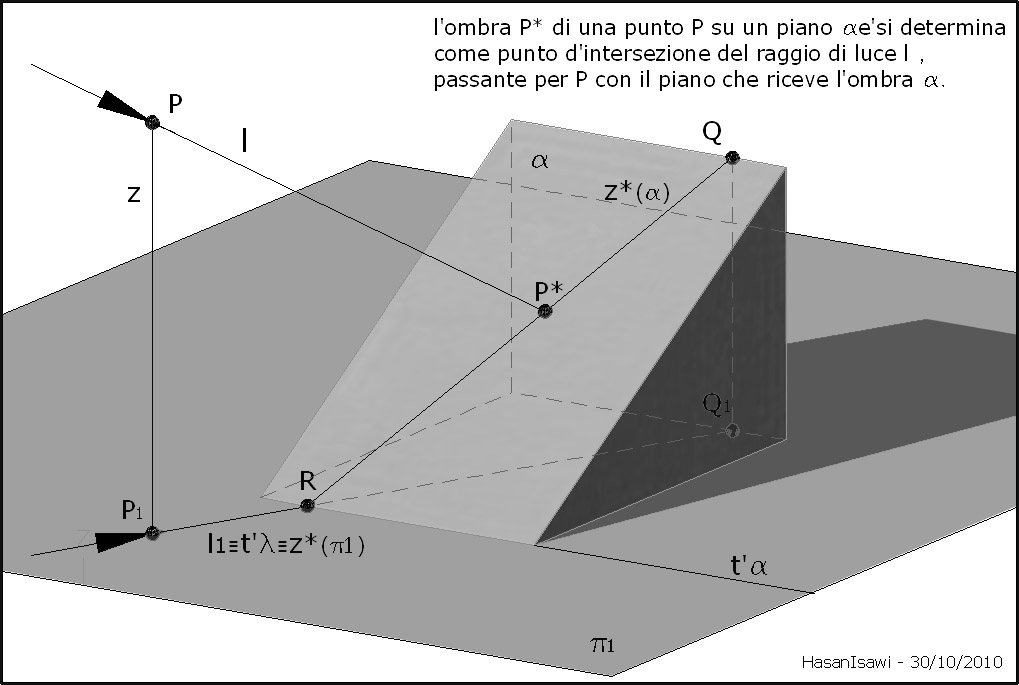
ظل نقطة على سطح مستوي مائل

يتم تحديد ظل نقطة P على مستوى عام α (ألفا) كنقطة تقاطع بين شعاع الضوء المار بالنقطة P والمستوى المتلقى الظل α.
لتحديد؛* كظل للنقطة P يجب فهم واتباع الإجراءات التالية:
- 1- نمرر بالنقطة P شعاع ضوئي l
- 2- نمرر بشعاع الضوء l مستوى مساعد رأسي β
- 3- نحدد خط التقاطع بين المستويات ألفا وبيتا
- 4- في النهاية نجد نقطة التقاطع P* (وهو المطلوب) بين الخطوط r و s.

مثال 2: ظل نقطة على سطح اسطواني
مثال 3: ظل نقطة على سطح مخروطي
مثال 3: ظل نقطة على سطح كروي

##### ظل خط r على سطح مستوي (أو منحني)
مثال 1: ظل خط عام r على مستوى عام α

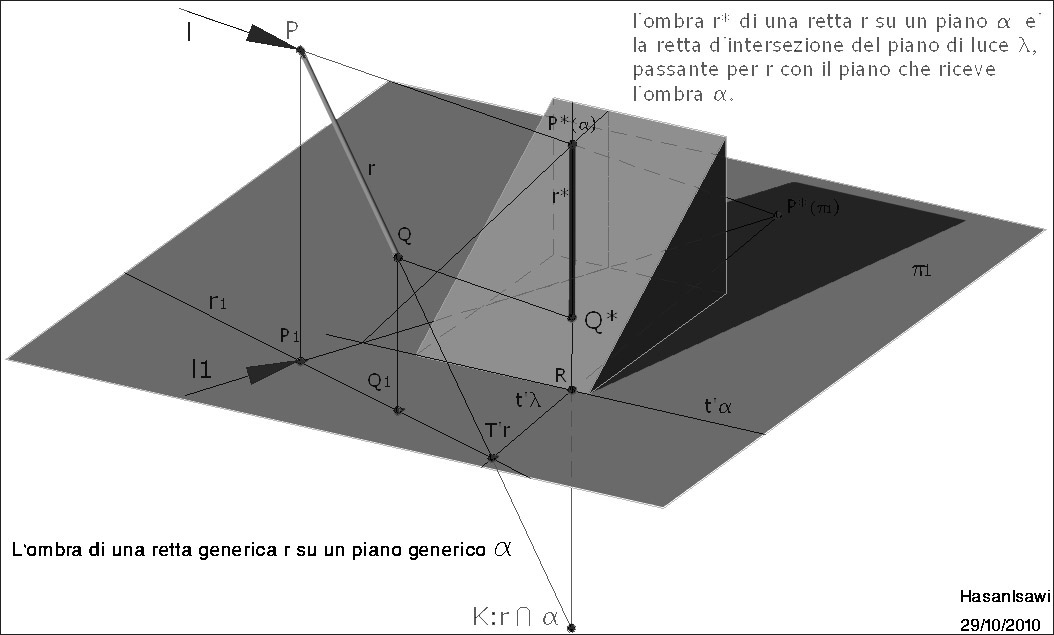
ظل خط عام r على مستوى عام α

لتحديد ظل الخط r على المستوى α، ينبغي تحديد ظل نقطتين من r على α
- 1- لتحديد ظل النقطة الأولى P، نبدأ على النحو التالي:
- - ظل النقطة P يُحدد كنقطة تقاطع بين شعاع الضوء l المار بالنقطة P والمستوى α. للقيام بذلك - نمرر بالشعاع l مستوى رأسي β، - نحدد خط التقاطع s بين المستويين β وα. وهكذا نجد P* (ظل P) كنقطة تقاطع بين الخط s والشعاع l.
- 2- لتحديد ظل نقطة ثانية للخط r على α، يمكننا أن نتابع كما يلي:
- - نجد ظل الخط r على π1 (مستوى الإسقاط الأول) بتحديد وتوصيل النقطتين T’r (الأثر الأول للخط r) و P*(p1) (ظل النقطة P على π1). من المهم ملاحظة ان ظل الخط r على π1 يمثل خط تقاطع مستوى الضوء λ المار بالخط r مع π1, والذي يسمى الأثر الأول للمستوى λ ويرمز له t'λ.
- - نجد نقطة التقاطع R بين الآثار الأولى (t'α و t'λ) للمستويات α وλ. النقطة R تمثل ظل نقط ثانية للخط r على المستوى α. لذلك نجد r* (ظل الخط r على α), بتوصيل النقطتين P* و R. وأخيراً، نجد Q* (ظل الطرف الأخر للخط r) كنقطة تقاطع بين r* وشعاع الضوء المار بالنقطة Q

##### في المنظور
بشكل عام يتم تحديد ظل خط r على مستوى α كتقاطع بين مستويين: مستوى الضوء λ الذي يمر بالخط r والمستوى المستقبل للظل الفا.
الخطوات في المنظور:
1. تحديد iλ : خط تلاشي مستوى الضوء الذي يمر بالنقطتين Il و Ir. وهما بالتوالي نقطة تلاشي شعاع الضوء ونقطة تلاشي الخط r
2. تحديد خط تلاشي iα للمستوى α . والذي يمر بنقطتي تلاشي خطين من α.
3. تحديد نقطة التقاطع بين iλ و iα للحصول على نقطة تلاشي ظل الخط r على المستوى α.[11]

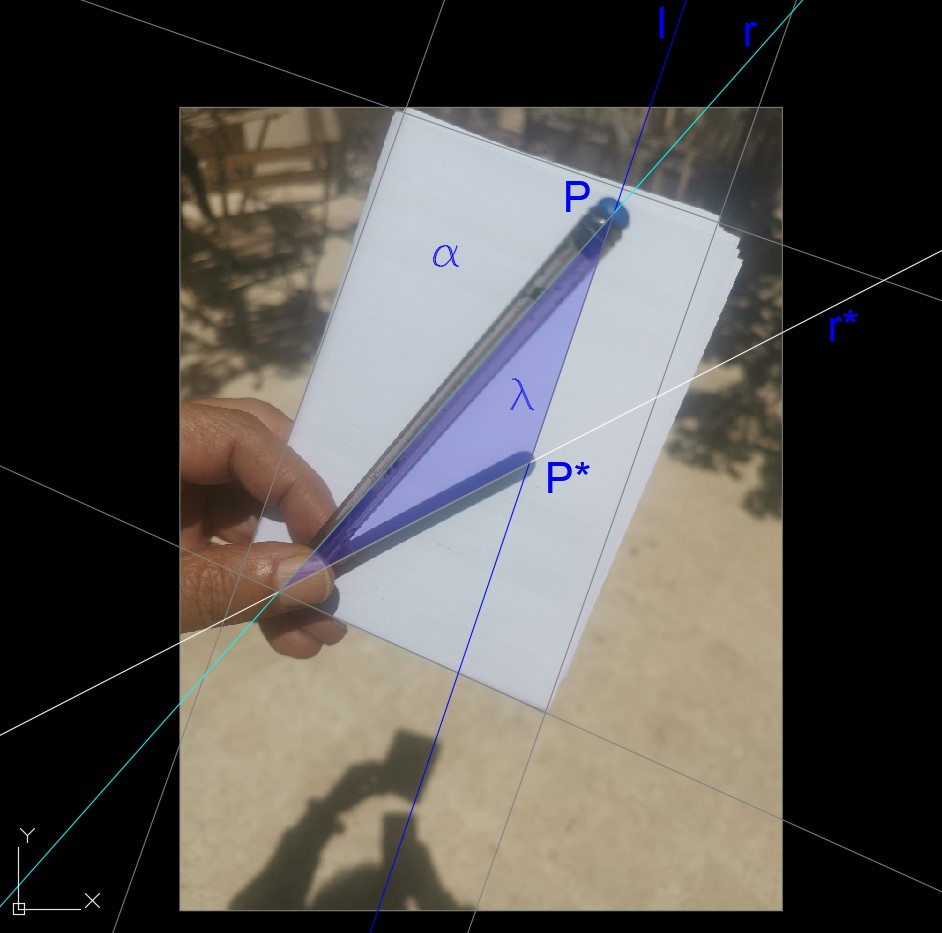
يحدد ظل خط r على مستوى α كتقاطع بين مستويين: مستوى الضوء λ الذي يمر بالخط r والمستوى المستقبل للظل α.

## نتائج
قد يكون على حق، جزئياً، من يقول ان إنشاء ظلال النماذج الافتراضية يتم تلقائيا، وأنة كافي معرفة القليل من قواعد الهندسة الوصفية للحصول على نتائج اظهار مقنعة. ولكن يجب أن يكزن لدينا رؤية أوسع للاقتناع بحقائق أخرى. ينبغي أن نتذكر دائما الغرض الرئيسي من تدريس الهندسة الوصفية، متجاوزون تلك التقنيات الهادفة إلى حل مشكلة هندسية معينة، ألا وهو ممارسة العقل على إدراك الفراغ والسيطرة بشكل دقيق على أشكاله الممكنة وأساليب اظهارة المختلفة. وبما ان فكرة التصميم تنبع في المقام الأول من خبرة وتجربة العقل، فان تدريس الهندسة الوصفية يجد ما يبرره إذا كان الهدف هو تدريب هذا العقل على التفكير في كيفية عرض فكرة تصميمية معينة والتحقق من ميزاتها الهندسية والإدراكية. وعلاوة على ذلك، وبالاتفاق مع من يقول أن الصورة تساوي ألف كلمة، أود أن أؤكد على أن إنشاء تلك الصورة كان قد مر بمراحل من التفكير والمناقشة مليئة بالآلاف من الكلمات. وبهذا أريد ان ا قول إن هناك حاجة ماسة إلى معرفة اللغة الخاصة بالهندسة الوصفية لتنظيم ومناقشة العديد من الشكوك التي عادة ما تتشكل عند إنشاء وإظهار الأشكال الهندسية المختلفة وتكويناتها أللانهائية.
ولكي أكون أكثر قناعة، على الأقل بالنسبة لأولئك المتشككين بفائدة الهندسة الوصفية، أود التأكيد ان مفاهيم وطريقة عمل الهندسة الوصفية، تسمح من الناحية التقنية بتنفيذ الإنشاءات الهندسية المختلفة في مراحل إعداد عمليات توليد النماذج ثلاثية الأبعاد ومن ثم في تعيين أساليب الاطهار المناسبة.

## معرض صور

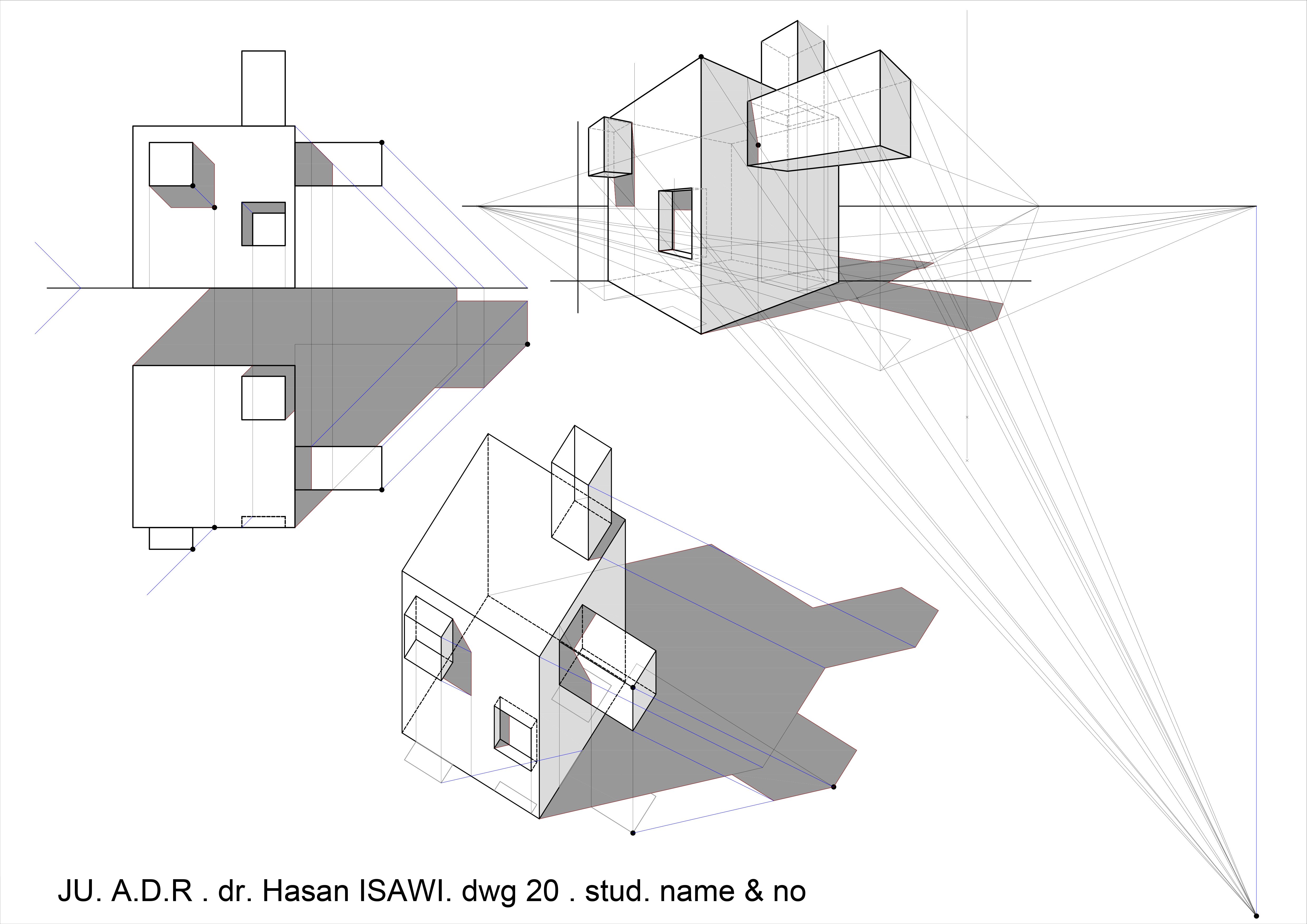
تطبيق نظرية الظلال في طرق الاظهار الهندسي المختلفة
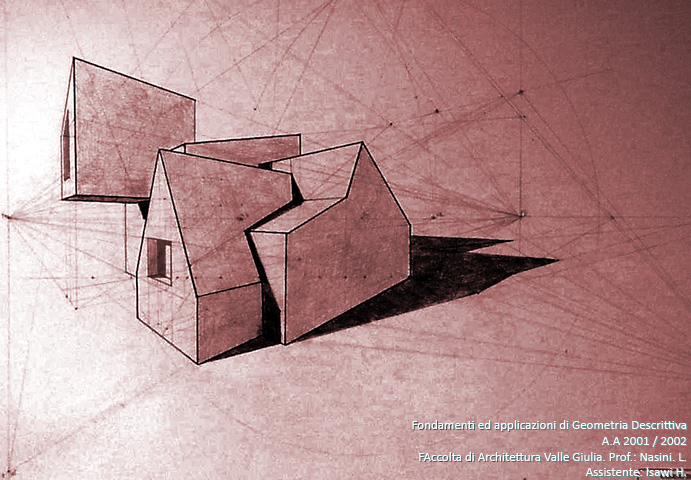
الظلال في المنظور
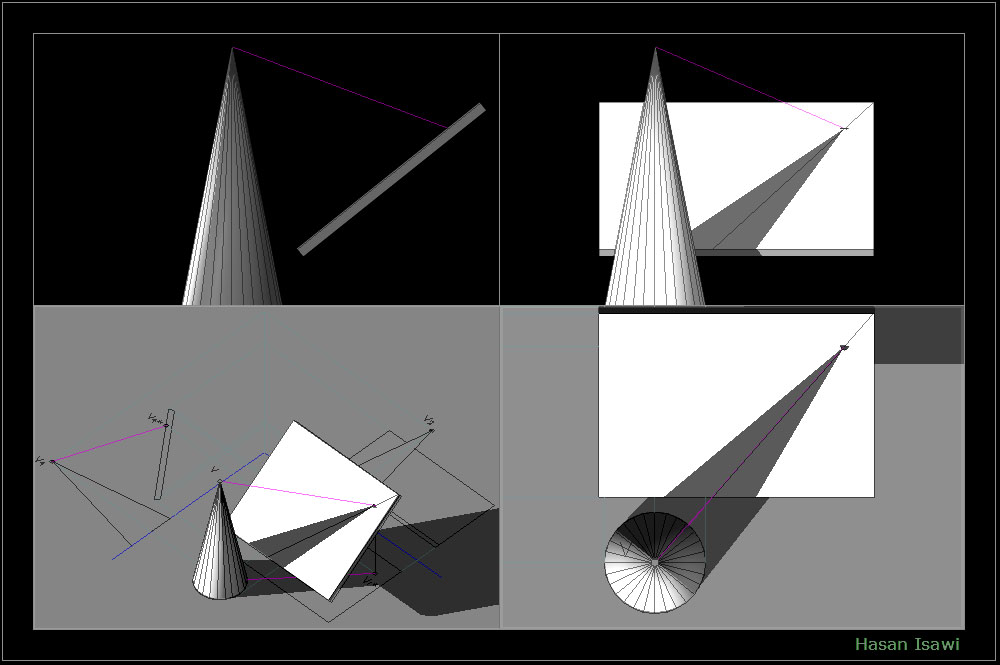
تحديد الموضع الفراغي لشعاع الضوء, معلومة الاسقاطات العمودية لظل نقطة
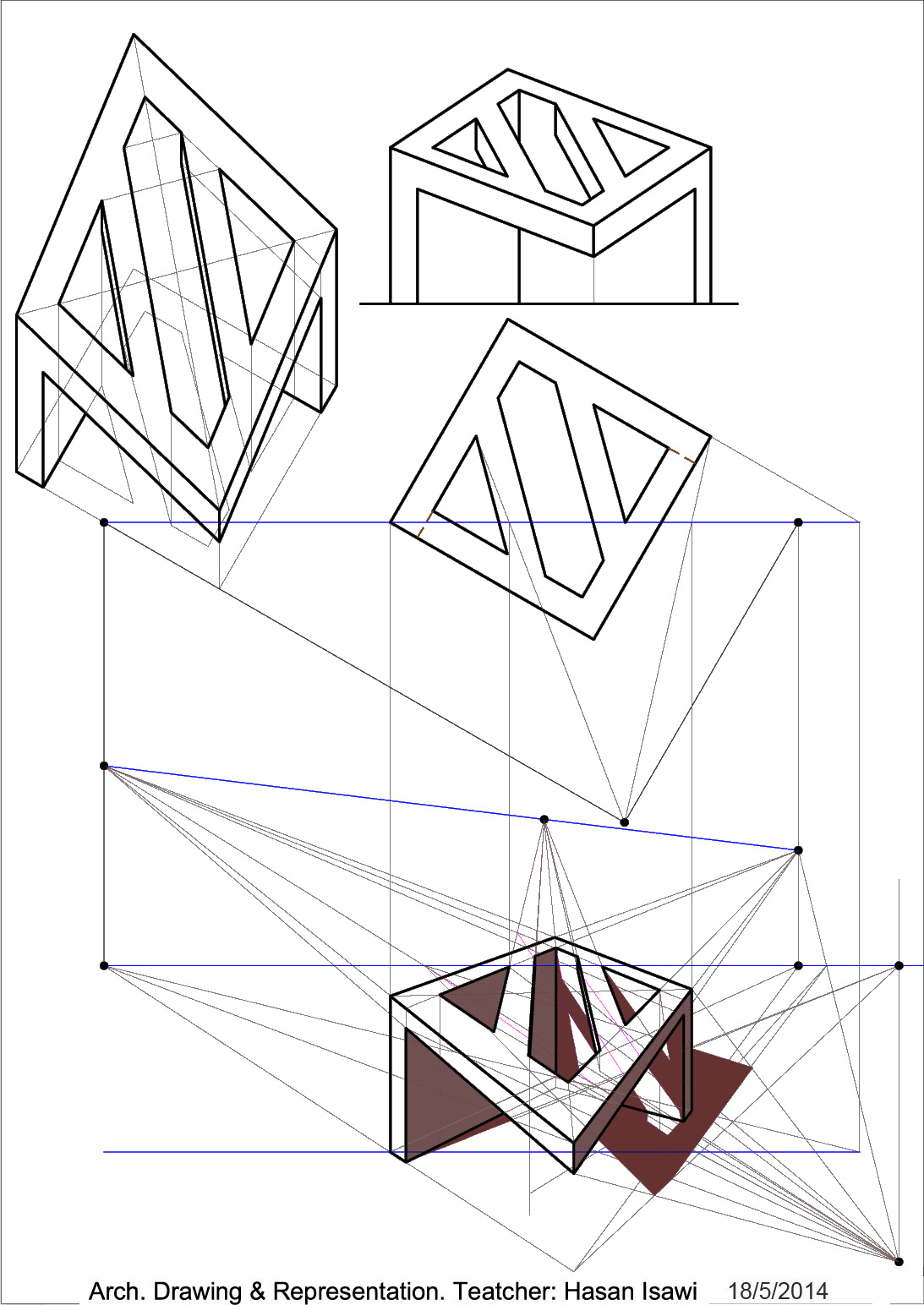
نظرية الظلال وتطبيقها في المنظور بزاوية (نقطتين تلاشي
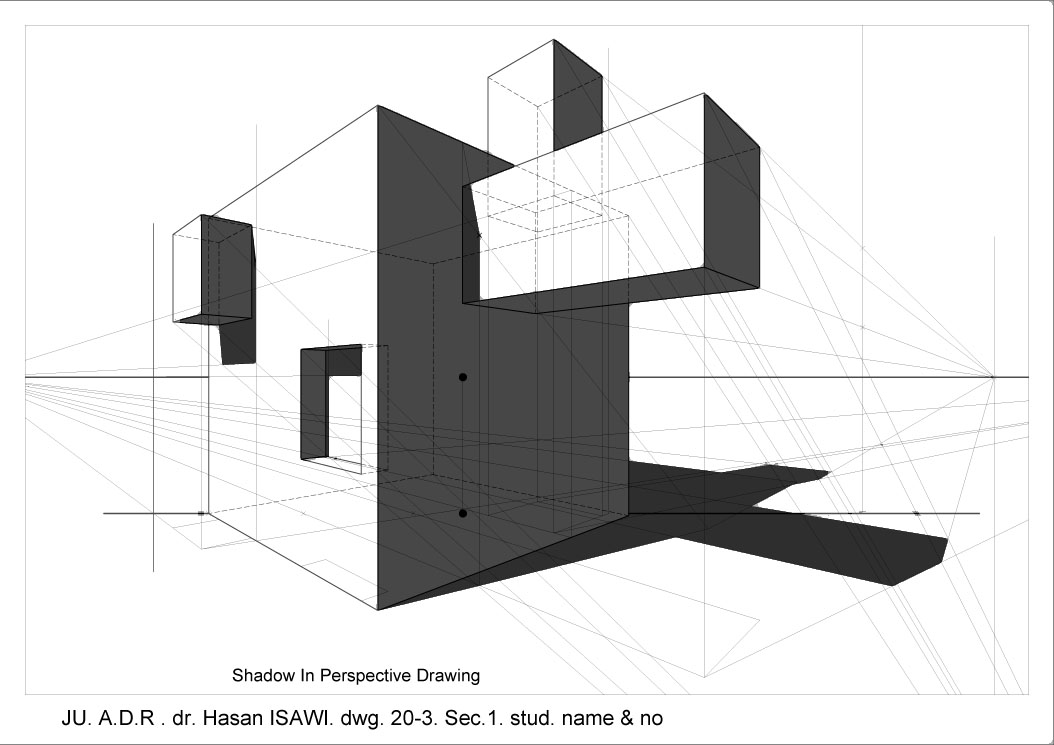
حالات الظلال تحدد بشكل عام كحالات تقاطع بين خط وسطح أو بين مستوى وسطح
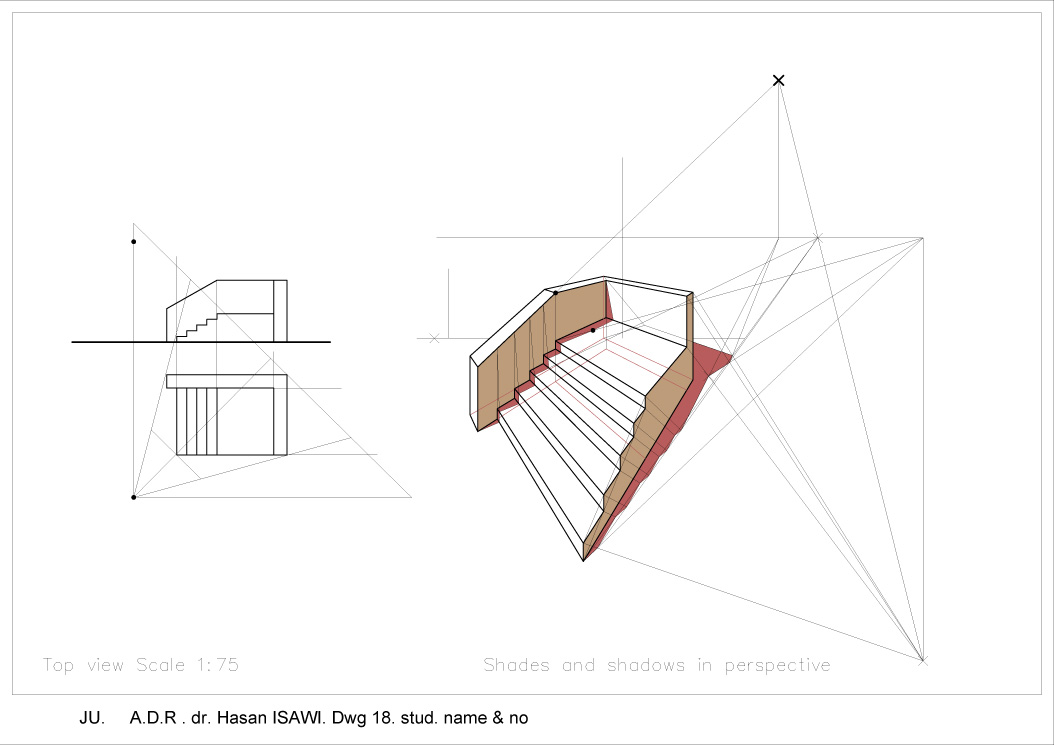
تحديد الظلال لدرج - منظور بزاوية
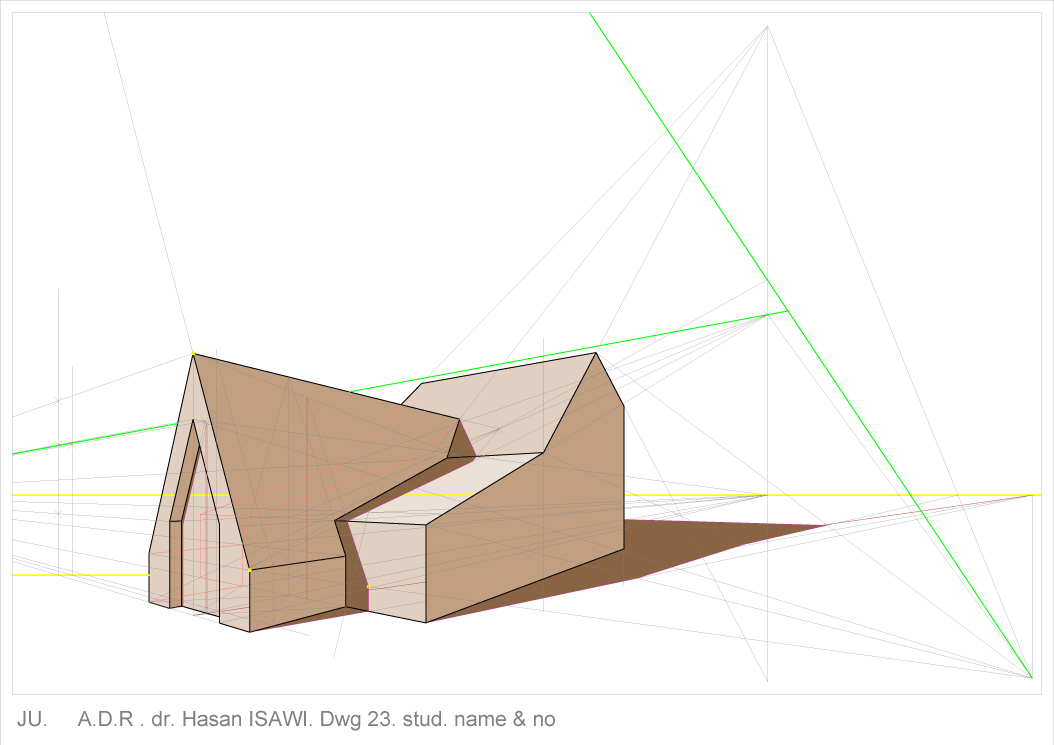
اظهار حجوم باسقف مائلة في المنظور بزاوية، ومن ثم تحديد التقاطع بينها والظلال
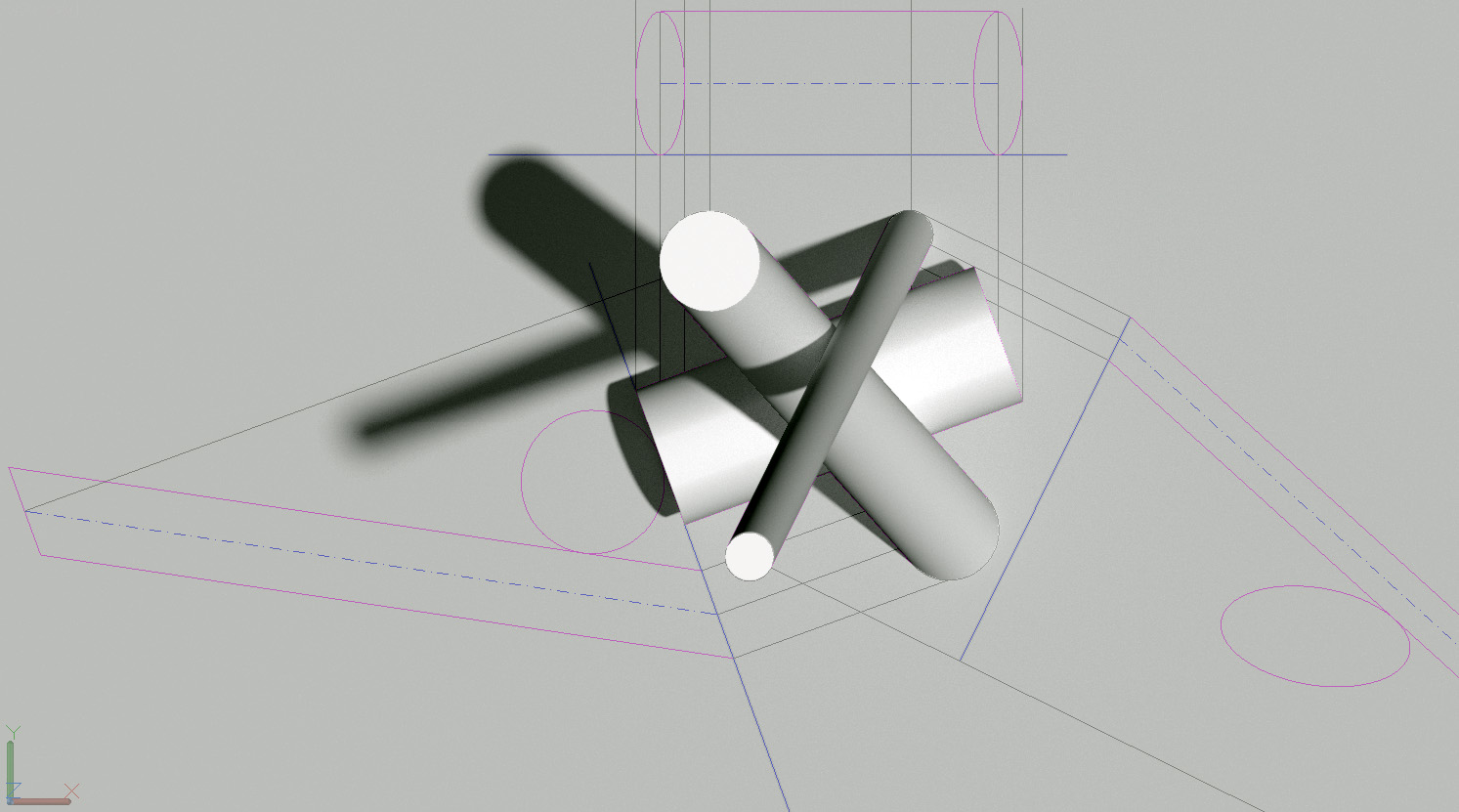
حالة مماس بين 3 اسطوانات . علما بأن ظل خط فاصل ظل اسطوانة على أخرى يحدد كتقاطع بين مستوى الضوء المار بذلك الخط مع الأحرى. في هذه الحالة التقاطع اهليجي
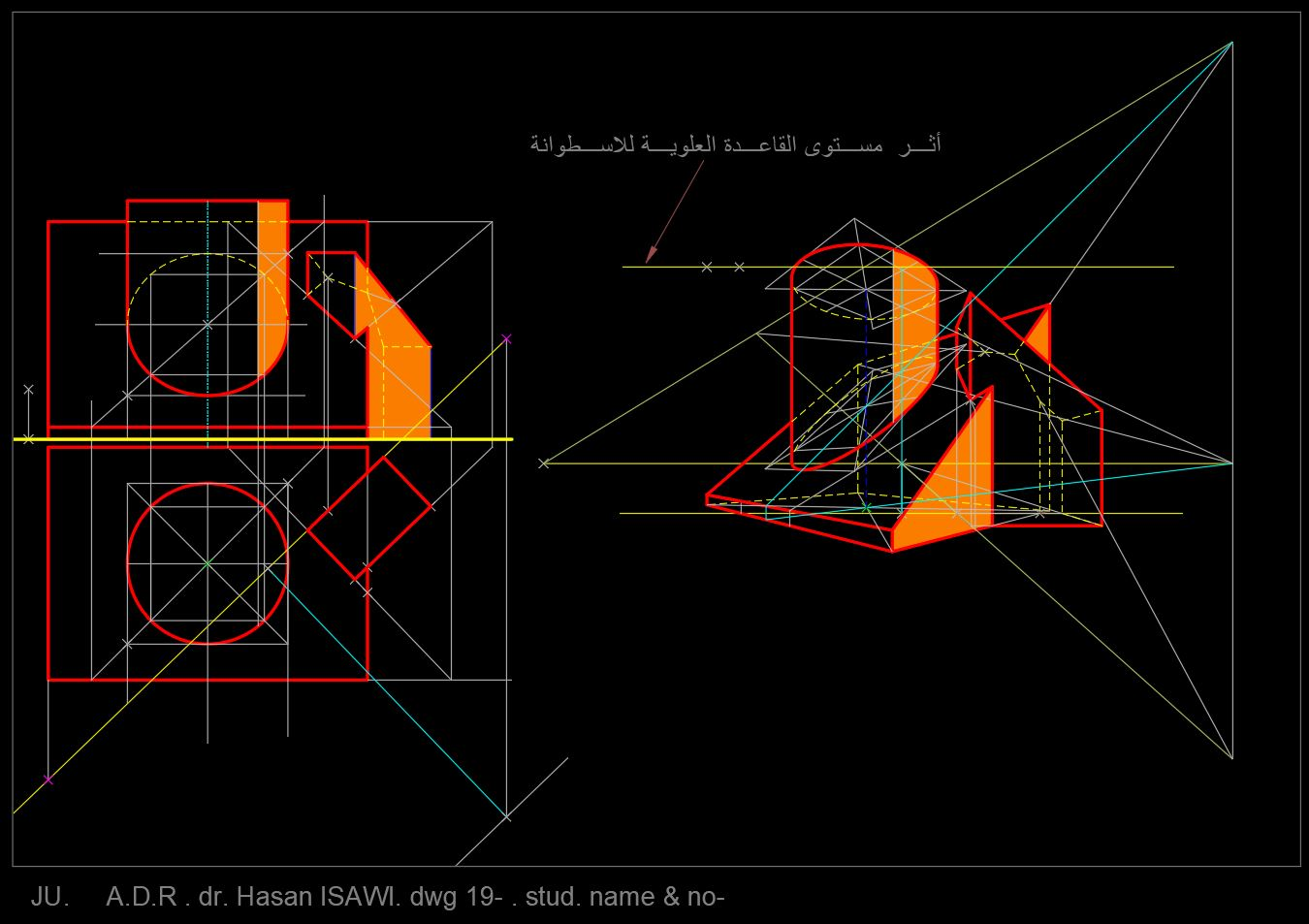
ظلال لحالة تقاطع بين أسطوانة وحجم بسقف مائل
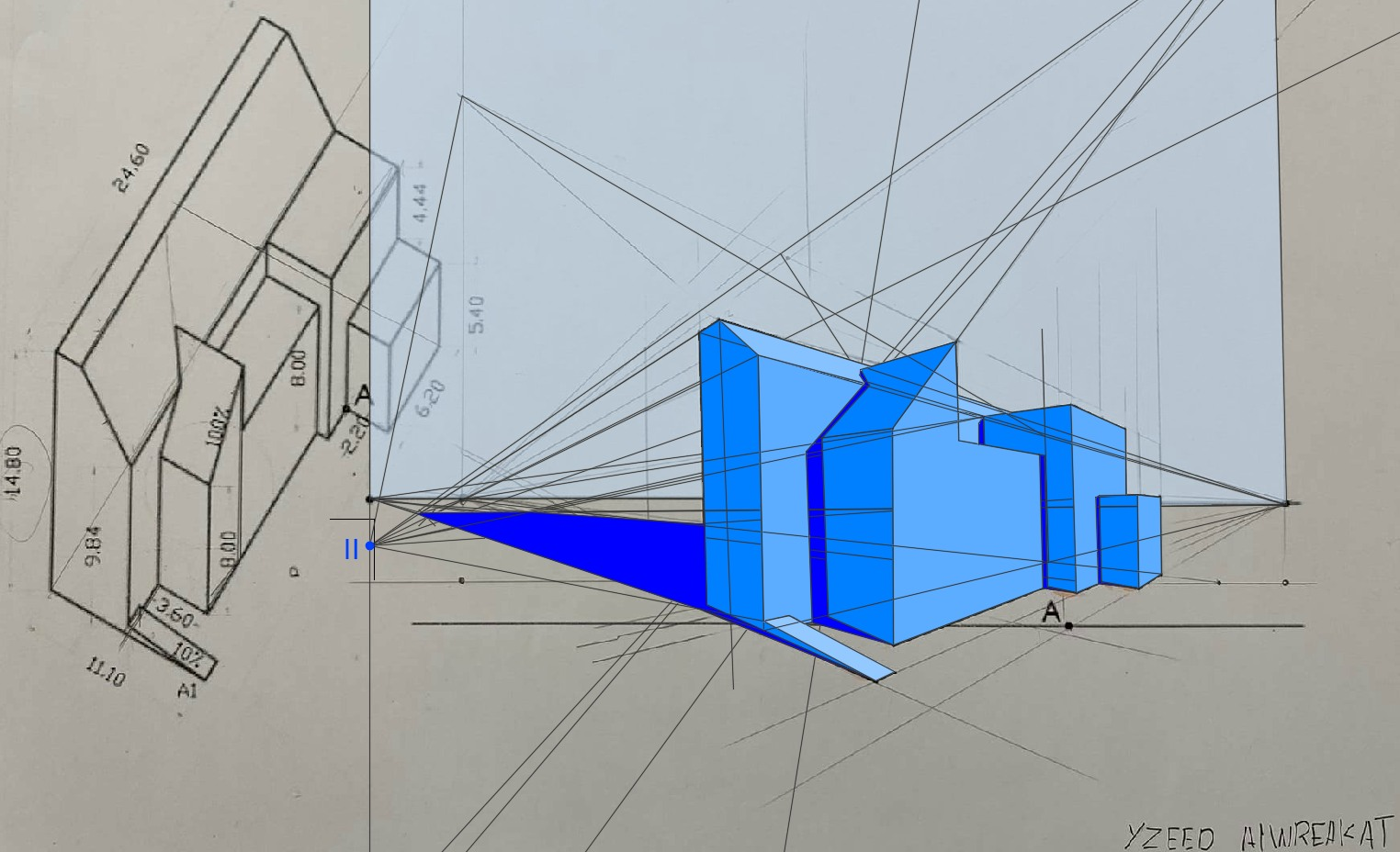
تطبيق نظرية الظلال في المنظور على تكوين الأحجام المعمارية
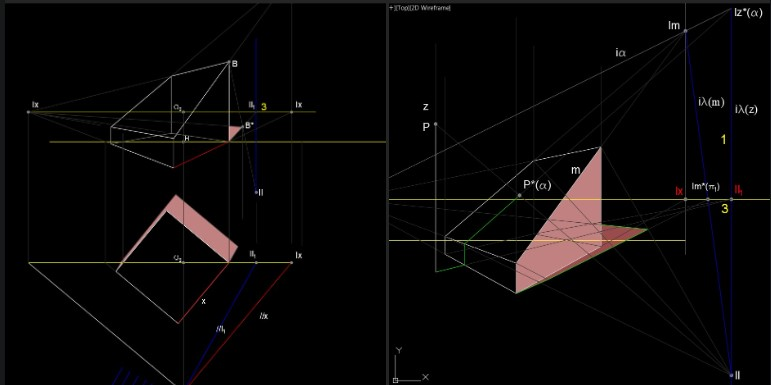
اذا كان نقطة تلاشي الاسقاط الاول Il1 لشعاع الضوء l على يمين نقطة تلاشي Ix للخط x فهذا يعني ان الواجهة اليمنى zx مضاءة. اما في حالة وجود Il1 على يمين Ix فالواجهة مظللة
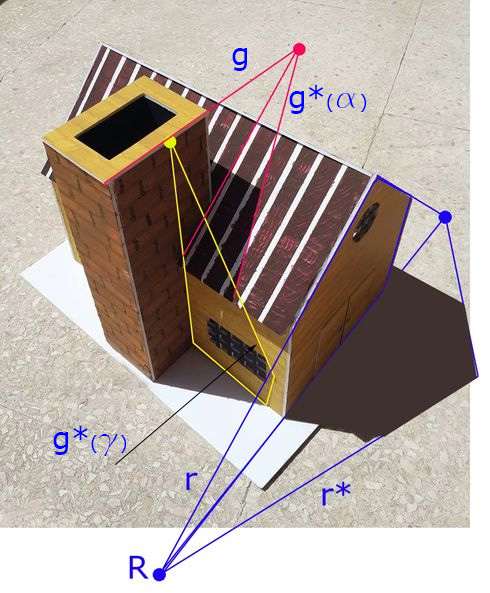
في جميع الحالات، ظل خط على مستوى يبدأ (او ينتهي) من نقطة التقاطع بينهما، سواء كانت تلك النقطة فعلية أو افتراضية أو لانهائية
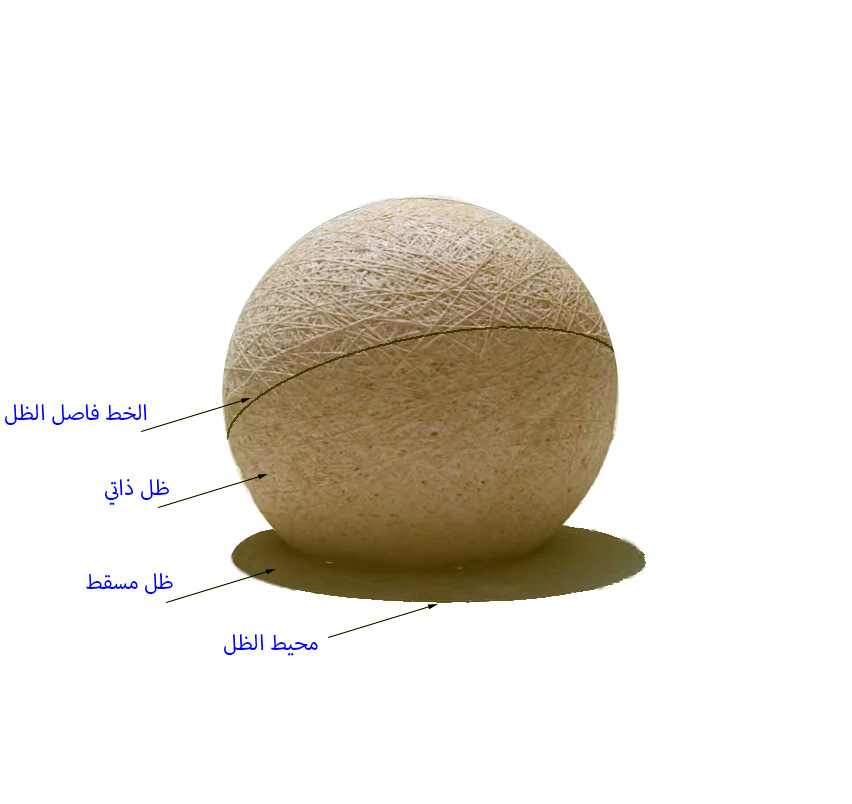
صورة لحالة حقيقية مزودة بالمصطلحات المستخدمة في نظرية الظلال